# Jordan Pruitt
Jordan Lynne Pruitt (Loganville, 19 mei 1991) is een Amerikaanse zangeres. Ze staat onder contract bij Hollywood Records.
Ze heeft in het voorprogramma gestaan van The Cheetah Girls en The High School Musical Concert Tour. Ze heeft ook getoerd met The Jonas Brothers, Corbin Bleu, Raven-Symoné en Drake Bell.

## Carrière

### No Ordinary Girl
No Ordinary Girl is haar debuutalbum dat op 6 februari 2007 uitkwam. Ze haalde met dit album de 64e plaats in de Billboard 200. Haar debuutsingle "Outside Looking In" werd gebruikt in the Disney Channel Original Movie Read it and Weep it.

### Permission to Fly
Pruitts tweede album, Permission to Fly, werd op 22 juli 2008 uitgebracht bij de winkelketen Limited Too, en vervolgens op 26 augustus bij Amazon.com. "One Love" was de eerste single van het album, "My Shoes" volgde.

### Outside Looking In (single)
"Outside Looking In" is de debuutsingle van de Amerikaanse zanger Jordan Pruitt. Het werd opgenomen voor de Disney Channel Original Movie Read It and Weep in 2006. Hoewel er geen soundtrackalbum voor de film was, werd het nummer als single uitgebracht om het te promoten. Het nummer staat ook op Pruitts debuutalbum No Ordinary Girl.

Deze lied was gecoverd door de Canadese tiener Amanda Todd op YouTube voor haar dood in  oktober 2012. De video kwam onder de aandacht van Pruitt, waarna ze een eerbetoonvideo aan Todd uploadde op haar YouTube-account.

## Discografie

### Albums
- 2007: No Ordinary Girl
- 2008: Permission to Fly

### Singles
- 2006: "Outside Looking In"
- 2006: "We Are Family"
- 2006: "Jump to the Rhythm"
- 2007: "Teenager"
- 2008: "One Love"
- 2008: "My Shoes"

### Dvd's
- 2007: No Ordinary Girl (videoclips)
- 2007: Air Buddies

- Bibliothèque nationale de France: cb16177001n (data)
- International Standard Name Identifier: 0000 0000 7852 6513
- Library of Congress Control Number: no2006109983
- MusicBrainz: 78a4c050-c724-45a6-b98a-d05ae56c63e3
- Virtual International Authority File: 107050698
- WorldCat: E39PBJfx73kMrqqgFHrCCYGWDq